# پدیده ۲۰۱۲
این تصورات همگی از یک پدیده و تغییر بزرگ سخن می‌گفتند. تغییری که با دگرگونی‌های عظیم همراه می‌باشد. این باورها این رویداد بزرگ را در ۲۱ دسامبر ۲۰۱۲ پیش‌بینی می‌کند. پدیدهٔ ۲۰۱۲ به عنوان آخرین روز دنیا در ذهنیت برخی مردم جای گرفته‌است. این روز در گاهشماری مایا به عنوان روز پایانی از سال ۵۱۲۵ می‌باشد. معتقدان می‌گویند تنظیمات نجومی متفاوت و همچنین فرمول‌های علوم رمزشناسی و عددشناسی از رخداد چنین روزی صحبت کرده‌اند. اما پژوهش‌ها و یافته‌ها هیچ‌یک از باورهای پدیدهٔ ۲۰۱۲ را تأیید نکرده‌اند.
تعبیر و تفسیر عصر جدید و انتقال به دورانی نو، از روزی حرف می‌زد که در آن زمین و ساکنانش دچار یک تغییر قطعی و مطلق و یک دگرگونی روحی و معنوی می‌گردند. صاحبان این برداشت فکری روز ۲۱ دسامبر ۲۰۱۲ را سرآغاز عهدی جدید در کره زمین می‌پندارند. برخی دیگر اعتقاد دارند که در این روز، عالم به یک باره دچار یک بلا و فاجعهٔ بزرگ می‌گردد.
این گونه تصور گردیده که در روز پایانی جهان اختلالاتی در عملکرد خورشید حاصل می‌گردد و در مرکز کهکشان راه شیری، برخوردها و فعل و انفعالاتی میان کرهٔ زمین و سیاهچاله‌ای روی می‌دهد یا اینکه زمین با سیاره‌ای به نام نیبیرو برخورد می‌کند. دانش‌پژوهان در رشته‌های علمی گوناگون، پدیدهٔ غیرمتعارف و بزرگ ۲۰۱۲ را مردود می‌دانند.

## اعتقاد به پایان جهان

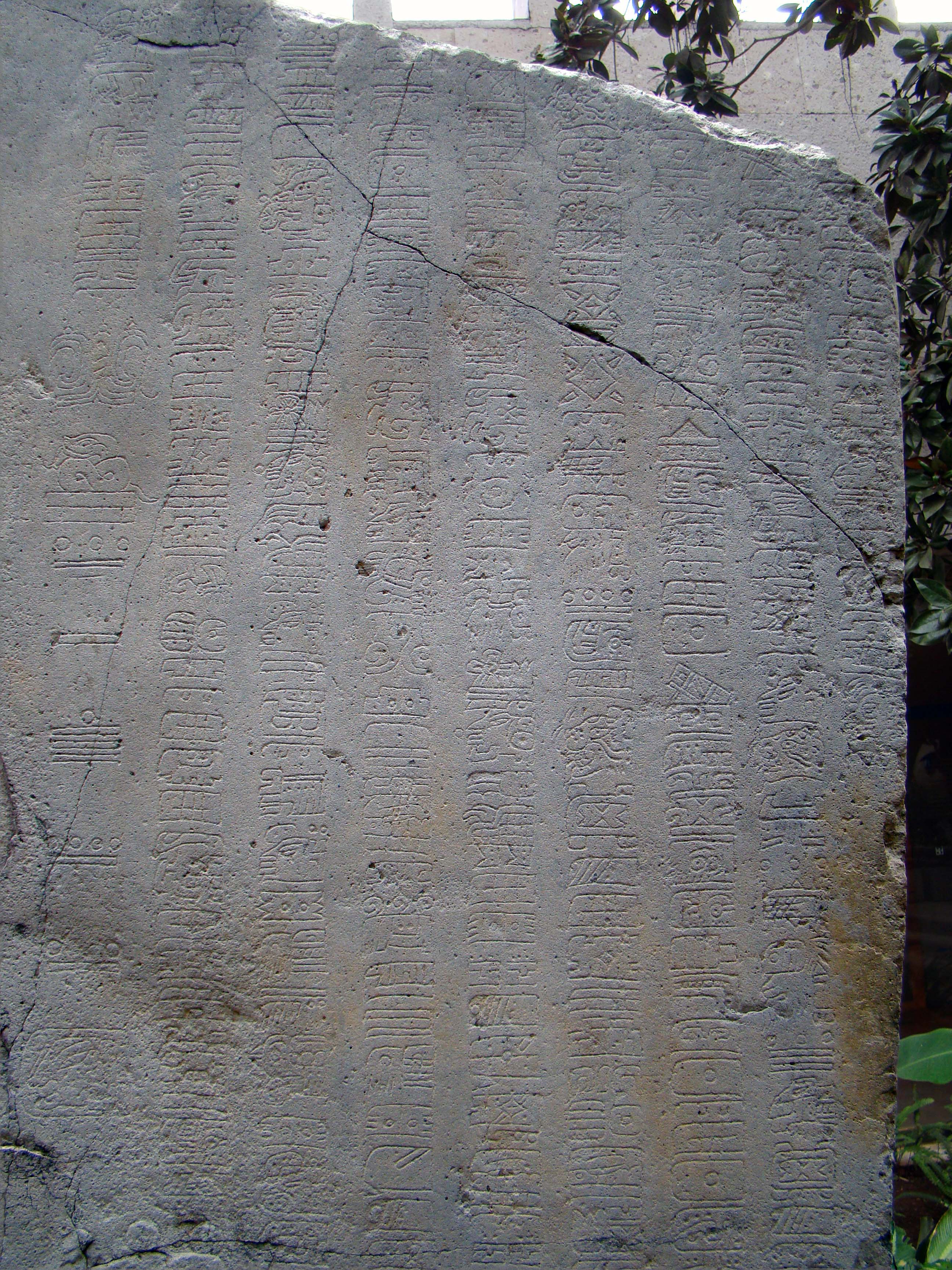
گاهشمار مایا

باور برخی بر این است که این تاریخ پایان پنجمین دوره ۵۱۲۵ ساله تقویم تمدن مایا است. برخی از این عقاید بر اساس برداشت‌های متفاوت از مفاهیمی همچون اسطوره‌شناسی و پیشگویی بر اساس اعداد است.
گفته می‌شود پس از آغاز مجموعه تحولات دسامبر ۲۰۱۲، سیارهٔ زمین و ساکنان آن متحمل تغییرات مثبت فیزیکی و ذهنی خواهند شد و این امر سبب می‌شود که سال ۲۰۱۲ آغاز عصر جدیدی برای بشریت باشد.
بر خلاف عقیده ذکر شده در بالا، برخی دیگر باور دارند که سال ۲۰۱۲ آغاز رستاخیزی (آرماگدون) برای بشریت است.
در واکنش به این پیش‌بینی، خرید چادر و سرپناه موقت، مواد غذایی کنسرو شده، بسته‌های کبریت و شمع بسیار بالا رفت.

### اعتقاد به برخورد سیاره‌ای به‌نامنیبیروبهزمین
برخی می‌گویند سیاره‌ای به‌نام نیبیرو به زمین برخورد کرده و زمین نابود خواهدشد.
سومریان در زمان‌های قدیم بر این اعتقاد بودند که سیاره‌ای فرضی به‌نام نیبیرو در آینده به زمین برخورد کرده و زمین نابود خواهدشد. در ابتدا پیش‌بینی شده‌بود که این رویداد در ماه مهٔ سال ۲۰۰۳ رخ‌خواهد داد، اما این تاریخ به ۲۱ دسامبر ۲۰۱۲ منتقل‌شد.

#### بررسی‌های ناسا
ناسا، سازمان ملی هوانوردی و فضایی آمریکا و بزرگ‌ترین سازمان فضایی جهان این شایعه را با قاطعیت رد می‌کند و در پاسخ به این شایعه می‌گوید: «اگر سیاره‌ای نزدیک زمین وجود داشته‌باشد، دانشمندان از دهه‌ها پیش آن را بررسی می‌کنند. افزون بر این، اگر سیارهٔ فرضی نیبیرو وجود داشته‌باشد به طوری که در زمانی کوتاه به زمین برخورد کند، اکنون همهٔ انسان‌ها باید می‌توانستند با چشم غیرمسلح آن را ببینند؛ بنابراین، پایان جهان در سال ۲۰۱۲، شایعه‌ای دروغین بیش نیست.»
هم‌اکنون که چندین سال از سال ۲۰۱۲ می‌گذرد، هنوز چنین اتفاقی رخ نداده‌است.

## بررسی پژوهشگران
پژوهشگران مختلفی دربارهٔ اینکه آیا فاجعه‌ای در سال ۲۰۱۲ رخ خواهد داد، بحث کرده‌اند و به این نتیجه رسیده‌اند که نشانه‌های رستاخیز قریب‌الوقوع (پدیدهٔ ۲۰۱۲) نه در عقاید باستانی تمدن مایا یافت شده نه در مطالعات علوم معاصر. مایاشناسان سرشناس نیز دربارهٔ اینکه آیا سال ۲۰۱۲ پایان دورهٔ تقویم این قوم است، و آیا این تاریخ سرآغاز دوره‌ای جدید برای بشریت است بحث کرده‌اند و بیان داشته‌اند که این عقاید برداشت‌های نادرست از تاریخ مایاها است. در باورهای امروزهٔ این قوم نیز پدیدهٔ ۲۰۱۲ کاملاً در تضاد با عقاید آن‌هاست. همچنین در منابع قدیمی این قوم نیز پیدا کردن سرنخ‌هایی از بیان این موضوع بسیار نادر و کمیاب است. این امر بیان‌کنندهٔ این است که حتی در میان بزرگان قوم مایا نیز اختلافات بسیاری بر سر درستی این موضوع وجود دارد. همین‌طور اخترشناسان و دانشمندان علوم طبیعی دیگر نیز این نظریه را رد کرده‌اند. ناسا نیز این گمانه‌زنی‌ها را به حدسیاتی که در دههٔ ۹۰ دریارهٔ اخلال در سیستم‌های رایانه‌ای در آستانهٔ سال ۲۰۰۰ وجود داشت، شباهت داده‌است.

## پایان دورهٔ گاهشماری مایا
با پایان یافتن دورهٔ دوازدهم تقویم مایاها، دورهٔ نو (سیزدهم) این تقویم در روز ۲۱ دسامبر ۲۰۱۲ (۱ دی ۱۳۹۱) کلید می‌خورد. تقویم مایاها از ۷ سپتامبر ۳۱۱۴- میلادی (۲۰ مرداد ۳۷۳۵- خورشیدی) آغاز شده‌است.
باورمندان به پدیدهٔ آخرالزمانی ۲۰۱۲ به پیش‌بینی یک سنگ‌نوشته کنده‌کاری شده در ۱٬۳۰۰ سال پیش استناد می‌کردند.
در حالی که به گفتهٔ برخی باستان‌شناسان، پیش‌بینی این سنگ‌نوشته دربارهٔ فاجعه‌ای جهانی نیست، بلکه پیشگویی شده‌است که پس از این تاریخ، دوره‌ای جدید در زندگی روی زمین آغاز می‌شود. به گفتهٔ اسون گرونمیر، پژوهشگر (رمزگشایی) زبان مایایی بر اساس این سنگ‌نوشته، بولون یوکته، خدای جنگ و خلقت به زمین بازمی‌گردد.
باستان‌شناسان در تازه‌ترین حفاری‌های خود در کلان‌شهر که از قوم مایا به‌جامانده نقاشی‌های دیواری را کشف کرده‌اند که برخلاف یافته‌های پیشین، آن‌ها از پایان جهان در سال ۲۰۱۲ خبر نمی‌دهند. آینده‌ای که آن‌ها پیش‌بینی می‌کنند تا قرن‌ها بعد (حداقل ۷٬۰۰۰ سال دیگر) ادامه دارد.